# Marek Łuczak (duchowny)

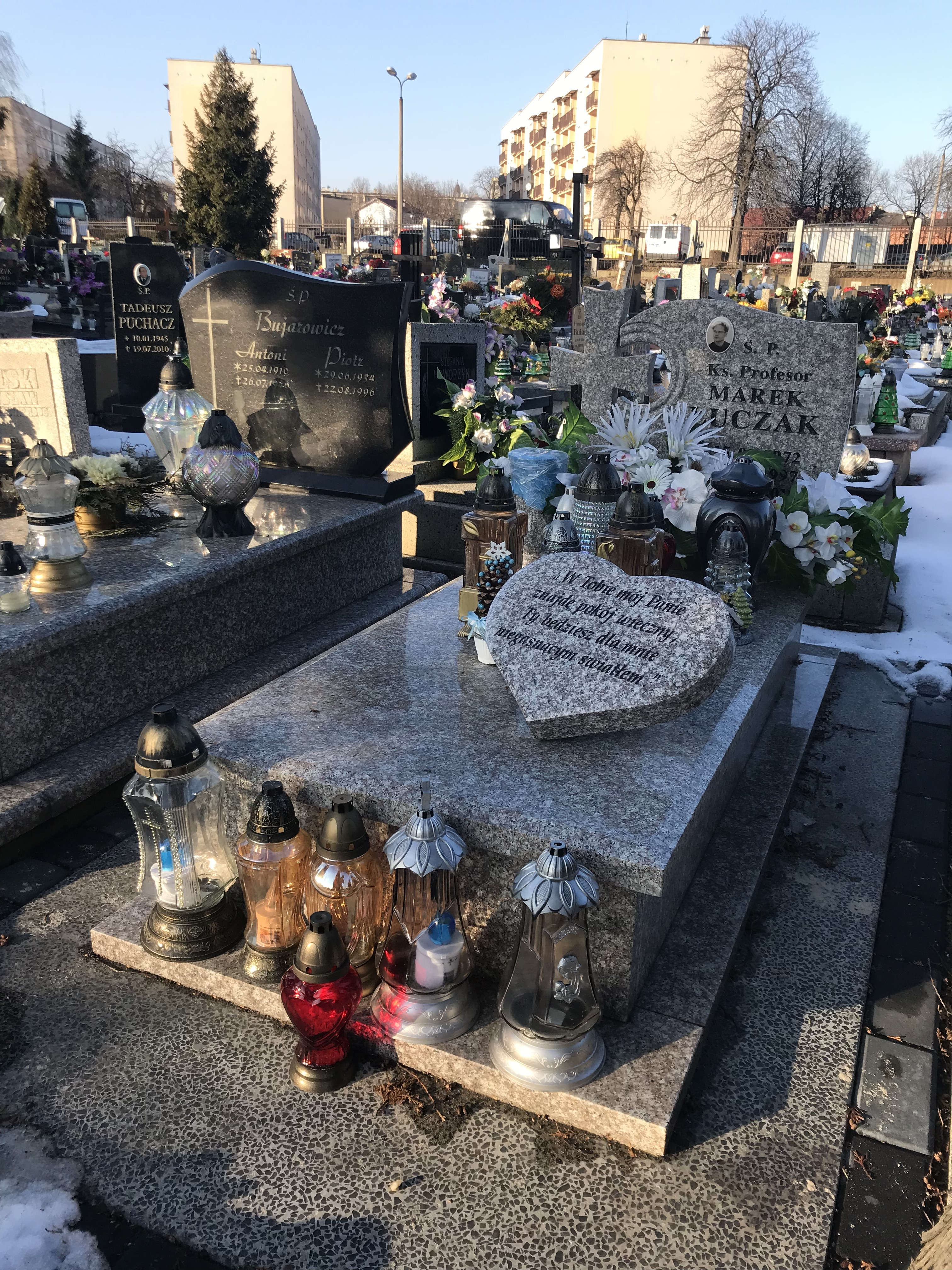
Grób ks. Marka Łuczaka na cmentarzu przy ul. Józefowskiej w Katowicach

Marek Łuczak (ur. 15 stycznia 1972 w Katowicach, zm. 27 maja 2018) – polski duchowny rzymskokatolicki, dziennikarz i nauczyciel akademicki, doktor habilitowany nauk teologicznych.

## Życiorys
10 maja 1997 został wyświęcony na kapłana.
26 lutego 2002 uzyskał na Wydziale Nauk Społecznych Uniwersytetu Śląskiego stopień naukowy doktora nauk humanistycznych na podstawie rozprawy pt. Fundacje społeczne kultu religijnego. Socjologiczne studium pielgrzymki stanowej mężczyzn do Piekar Śląskich. 27 marca 2014 otrzymał na Papieskim Wydziale Teologicznym we Wrocławiu stopień doktora habilitowanego nauk teologicznych.
Pełnił funkcję adiunkta na Uniwersytecie Ekonomicznym w Katowicach. Był także wykładowcą Wydziału Teologicznego Uniwersytetu Śląskiego. Pełnił funkcję diecezjalnego asystenta kościelnego Katolickiego Stowarzyszenia "Civitas Christiana" w Katowicach.
Od 2002 pracował w ogólnopolskim tygodniku Gość Niedzielny, a następnie jako sekretarz redakcji czasopisma Niedziela.
Został pochowany na cmentarzu przy ulicy Józefowskiej w Katowicach.